# Pac-Pix
Pac-Pix est un jeu vidéo d'action sorti en 2005 sur Nintendo DS. Il reprend les personnages du jeu Pac-Man.

## Système de jeu
Le joueur doit éliminer les fantômes présents sur chaque tableau (il n'y a pas de scrolling), en dessinant des Pac-Man, qui s'animent et avancent droit devant eux. Lorsqu'un Pac-Man est en contact avec un fantôme, il le mange ; les Pac-Man avancent toujours tout droit, leur trajectoire peut être déviée en dessinant un mur devant eux. Si un Pac-Man sort de l'écran, le joueur perd une vie.
Il est possible de dessiner des Pac-Man de différentes tailles, les plus gros ont plus de chance d'attraper les fantômes du fait de leur taille imposante, les plus petits sont en revanche plus rapides et peuvent se faufiler dans des passages plus étroits.